# ジャン・ナドー
ジャン・ナドー（Jean Nadeaud、1834年 - 1898年11月20日）はフランスの植物学者である。タヒチに住み、タヒチの植物を収集した。

## 生涯
医学を学び船医となった。1856年2月に初めてタヒチを訪れた。3年半、タヒチに留まり、タヒチの未踏の地を探検し植物を収集した。当時現地人が用いていた薬用植物にも興味を持ち、現地語を学んだ。収集した標本はパリの国立自然史博物館に収められた。1859年に植民地博覧会のために、植物を携えてフランスに戻った。1864年に "Plantes usuelles des Tahitiens"という論文でモンペリエ大学で学位を得た。1873年に『タヒチの野生植物一覧』（"Enumération des plantes indigènes de l’île de Tahiti"）を出版し、これはタヒチの植物の総括的な紹介をした最初の著作であり、50の新種植物が記載された。
1896年にタヒチに戻り、ママオ近くのパペーテに住み、医師として暮らした。ナドーがタヒチを去った後に生まれた現地の女性との間の息子のTemarii Rereao （Tetua Nadeaud）とともに植物採集を続けた。タヒチで没した。
キジカクシ目アステリア科の Astelia nadeaudii Drakeなどに献名されている。

## 著作
- Plantes usuelles des tahitiens - Paris : J. Martel, 1864 (extrait de sa thèse de médecine soutenue le 11 juillet 1864 à Montpellier)
- Énumération des plantes indigènes de l'île de Tahiti, recueillies et classées par le Dr J. Nadeaud - Paris : J. Savy, 1873
- Mousses et hépatiques de l'île de Tahiti recueillies par le Dr Nadeaud - Manuscrit du Muséum National d'Histoire Naturelle Journal de botanique (suscription) - 1896 à 1898[2]